# Adriano Gajoni
Adriano Gajoni (Milan, 29 octobre 1913 - Milan, 26 mars 1965) est un peintre italien, qui a été actif à Paris et dans sa ville natale au XXe siècle,,.

## Biographie
Ses œuvres figurent dans plusieurs collections, notamment dans la pinacothèque Ambrosienne, à Milan.
Il est le père de l'actrice Cristina Gaioni, et le grand-père du peintre Christiana Visentin Gajoni.

## Expositions
Peintre à la production abondante, il a exposé dans de nombreuses villes, notamment à Paris, Rome, Milan, Brescia, Gênes et Cortina d'Ampezzo.
- Quadriennale de Rome, 1958[8]
- Adriano Gajoni pittore, Rome, 1958
- Adriano Gajoni, Galleria Salvetti, Milan
- Adriano Gajoni, peintre, expose ses œuvres du 25 mai au 15 juin 1961, rue de Miromesnil, Paris, 1961[9]
- Adriano Gajoni, galerie Chirvan, Paris, 1961[10]
- Sesta mostra biennale italiana di arte sacra per la casa Milano, Angelicum, 1963
- Adriano Gajoni 1913-1965, Galleria permanente d'arte di Bergamo, 10 avril 1965
- L’Après-guerre à Milan, Industrie, communication, art et mode, université Jean-Moulin, commissaire : Michel Feuillet, Institut culturel italien de Lyon, Regione Lombardia, Comune di Milano[11], Lyon, 2008

## Musées
- Portrait de Alduina Brivio Sforza De Angelis, 1957, huile sur bois, 134 × 98 cm (no inv. 533), pinacothèque Ambrosienne, Milan, Collection  Brivio, seul artiste vivant avec Michele Cascella[12][source insuffisante]
- Museo MAGI 900, Museo delle eccellenze artistiche e storiche, Pieve di Cento, Bologne, Italie[13]